# Urticina lofotensis
Urticina lofotensis là một loài hải quỳ trong chi Urticina trong họ Actiniidae. Quần thể Urticina lofotensis tìm thấy ở Thái Bình Dương không phải là cùng loài với quần thể ở Đại Tây Dương. Chúng được được xem là cùng loài với Cribrinopsis albopunctata, một loài mới từ Kamchatka. Một xếp hạng tương tự xem danh pháp Urticina lofotensis là không có hiệu lực được tìm thấy ở khu vực nước châu Âu và là một đồng âm nhỏ của Urticina eques. Điều này không được chấp nhận bởi World Register of Marine Species  nor the Encyclopedia of Life.